# قطعنامه ۱۹۰۳ شورای امنیت
قطعنامه  ۱۹۰۳ شورای امنیت سازمان ملل متحد که در تاریخ ۱۷ دسامبر ۲۰۰۹ تصویب شد، سندی بین‌المللی دربارهٔ بررسی وضعیت در لیبریا است. این قطعنامه طی نشست ۶۲۴۶ام با ۱۵ رای موافق، ۰ مخالف و ۰ ممتنع تصویب شد.